# Goldene Kamera 2008
Premiile Goldene Kamera în 2008 s-au acordat în Berlin.
| Goldene Kamera 2008                                             |
| --------------------------------------------------------------- |
| Ulrike Krumbiegel - cea mai bună actriță germană                |
| Jessica Schwarz - cea mai bună actriță germană                  |
| Katharina Wackernagel - cea mai bună actriță germană            |
| Matthias Brandt - cel mai bun actor german                      |
| Burghart Klaußner - cel mai bun actor german                    |
| Ulrich Tukur - cel mai bun actor german                         |
| Hilary Swank - cel mai bun actor internațional                  |
| Kylie Minogue - cea mai bună muzică internațională              |
| Tokio Hotel - cea mai bună muzică națională                     |
| Sandra Maischberger - cel mai bun documentar                    |
| Ludwig Trepte - cea mai bună tânără speanță                     |
| Schlag den Raab - cel mai bun program talkshow                  |
| Maria Furtwängler - cel mai bun comisar de poliție              |
| Chuck Berry - cea mai bună operă muzicală internațională        |
| Robert De Niro - cea mai bună operă actoricească internațională |
| Alfred Biolek - cea mai bună operă actoricească națională       |